# USS Nautilus (SS-168)
El USS Nautilus (SS-168) fue un submarino de la clase Narwhal perteneciente a la Marina de los Estados Unidos, construido entre 1927 y 1930 en los Astilleros Mare Island de Vallejo, California. Tuvo una extensa vida operacional y sobrevivió a sus catorce misiones en el Frente del Pacífico durante la Segunda Guerra Mundial. Fue el segundo navío de la Armada de Estados Unidos en llevar el nombre en remembranza del submarino Nautilus del capitán Nemo de la novela de ciencia ficción de  Julio Verne, Veinte mil leguas de viaje submarino.

## Diseño

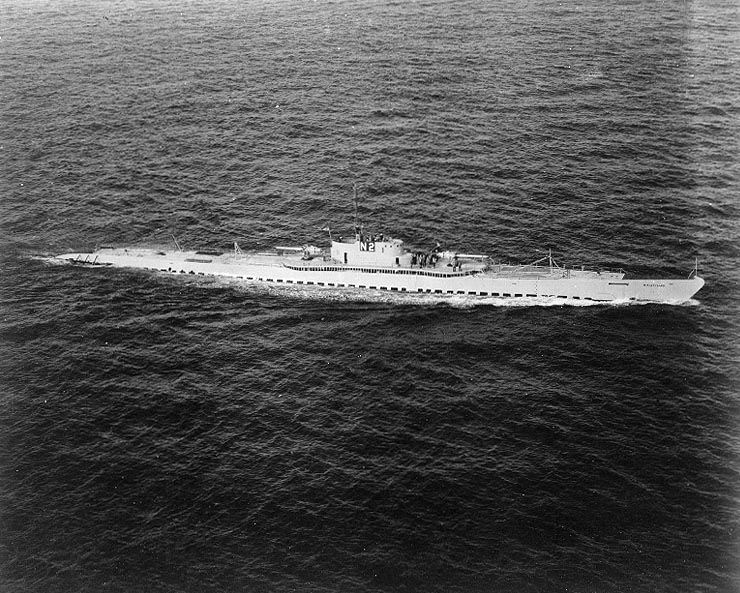
El USS Nautilus en pruebas en 1930

La clase Narwhal a la que pertenecía el USS Nautilus con el numeral de casco SS-168, fue un tipo de submarinos diseñados para cruceros estratégicos extensos en altamar, su nombre de proyecto fue V-6 (SF-9) pero en 1925 se les re-denominó como proyecto SC-2. Fueron diseñados para una gran autonomía a baja velocidad y con capacidad de transportar comandos e insumos a bases lejanas. La idea predominante del diseño apuntaba a una futura guerra con Japón. 
Su máxima profundidad de prueba era 91 m pero en la práctica llegaron a estar a más de 100 m de profundidad con gran riesgo. De gran eslora (113 m en la línea de flotación); pero con una baja isla-puente y disposición de armamento, en superficie eran de perfil muy semejante a los  submarinos japoneses clase I de Japón; sin embargo, el diseño fue posiblemente influenciado por los "U-boot" germanos de los tipo U-139 y Tipo U-151.  La primera unidad fue el USS Narwhal (SS-167) botado en diciembre de 1928.
En cuanto a su planta motriz, se diseñaron inicialmente con los motores diésel diseñados por MAN,  más grandes y potentes que los motores Busch-Sulzer que propulsaban submarinos anteriores a 1925; sin embargo,  en la entrada a la Segunda Guerra Mundial se les tuvo que recambiar la planta motriz a toda la clase por motores diésel  General Motors Winton, modelo 16-278A de 16 cilindros mixtos y una planta motriz eléctrica Westinghouse como alternativa.  
Esta clase fue considerada en los años 30 como el orgullo de la flota de submarinos americanos de comienzo de la década del 30 y la prensa los calificaba de cruceros sumergibles.
Su armamento original era dos tubos a proa y dos tubos a popa para lanzatorpedos de 53 cm tipo Mark XII y un cañón estándar de 127 mm a proa de la isla puente que más tarde se le dotó de otro cañón similar adicional a popa y un par de tubos más a proa completando seis lanzatorpedos.

## Historial operativo
El USS Nautilus fue comisionado en julio de 1930 y durante sus primeros meses se le sometió a diferentes pruebas de mar hasta marzo de 1931 al mando del comandante Thomas J. Doyle. Fue destinado a la 12.° división de submarinos con base en Pearl Harbor y luego fue comisionado a San Diego entre 1935 y 1938 en la 13.° división.
En julio de 1941 hasta marzo de 1942 fue enviado a sus astilleros en Mare Island para una modernización de planta motriz y actualizaciones en sistema de radio, adición de armamento, mejoras en sistemas de detección, aire acondicionado y habitabilidad. La entrada en guerra con el Japón sorprendió al USS Nautilus en estas actualizaciones.

## Frente del Pacífico
El 3 de marzo de 1942 asume el mando, el capitán de corbeta, William Herman Brockman. 
En mayo de 1942 fue enviado a  su primera misión al atolón de Midway como parte de una flota de 25 submarinos de alerta temprana ante una probable invasión japonesa, en dicha isla se aprovisionó y el 1 de junio fue enviado a patrulla de alerta temprana.
El 4 de junio a las 7:55 hora local avistó una serie de mástiles en el horizonte, pero fue atacado por la aviación japonesa obligándole a sumergirse.
A las 8:24 volvió a profundidad de periscopio y señaló a menos de 500 m a un acorazado (Kirishima (1915)), el crucero Nagara (1922), el Nautilus les disparó dos torpedos MK-14 sin causar impacto alguno y dos destructores, Hagikaze y Maikaze le atacaron de inmediato con 9 cargas de profundidad obligándolo a bajar a 30 m de profundidad.
A las 12:53, el Nautilus a profundidad de periscopio señaló a un gran portaviones escorado, envuelto en un penacho de humo y en llamas que resultó ser el  Kaga, a las 13:59 le disparó tres torpedos MK 14, solo uno golpeó el casco, pero no detonó, en vez de hacerlo, este se partió quedando una parte a flote que fue usado como salvavidas por los marinos japoneses caídos al agua.  El Nautilus tuvo que hacer una inmersión de emergencia siendo sometido al acoso del destructor Arashi quien inició un ataque por cargas de profundidad.
A las 16:10 volvió a la profundidad de periscopio y pudo observar al Kaga siendo totalmente consumido por explosiones internas y envuelto en llamas. El Nautilus se retiró del escenario habiendo utilizado todos los torpedos disponibles.

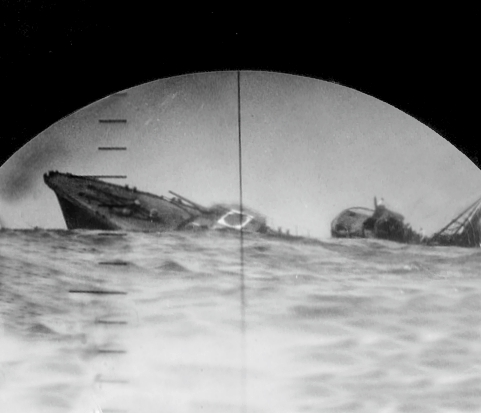
El destructor japonés clase Shiratsuyu, Yamakaze hundiendose a la vista del periscopio del USS Nautilus, el 25 de junio de 1942.

Entre el 5 y 7 de junio, el Nautilus repostó combustible, torpedos y víveres en Midway y a continuación fue enviado a patrulla en aguas del mar de Japón.  
El 25 de junio de 1942 en la madrugada, en medio de una densa niebla frente al faro de Nojima, señaló a un transporte japonés, el Keiyo Maru y lo atacó con una salva de tres torpedos, se escucharon dos explosiones y se dio por hundido a dicho transporte, sin embargo, este sobrevivió y salió averiado del área.
Ese mismo día, a las 8:24, a 110 km de Yokosuka, frente a Ominato señaló al destructor Yamakaze y envío un abanico de torpedos, dos de los cuales dieron de lleno en el buque enemigo causando su rápido hundimiento resultando sin sobrevivientes (227 víctimas).
El 27 de junio de 1942, y operando en la misma área anterior avistó al dragaminas Musashi Maru al que torpedeo y hundió en minutos.
El 28 de junio y aun en el mismo sector avistó al portahidroaviones Chiyoda escoltado por el destructor Ukeshima . EL Nautilos lanzó tres torpedos en abanico, pero estos fueron detectados por los vigías nipones y fueron peinados, el Ukeshima viró y sometió al Nautilus a un acoso con barridos de cargas de profundidad que causaron graves daños al submarino por lo que se vio obligado a regresar a Pearl Harbor.
Su comandante, Brockmann fue galardonado y recomendado para la Cruz de la Armada por su notable arrojo frente al enemigo.
El Nautilus fue sometido a reparaciones hasta el 7 de agosto de 1942.

## Segunda patrulla

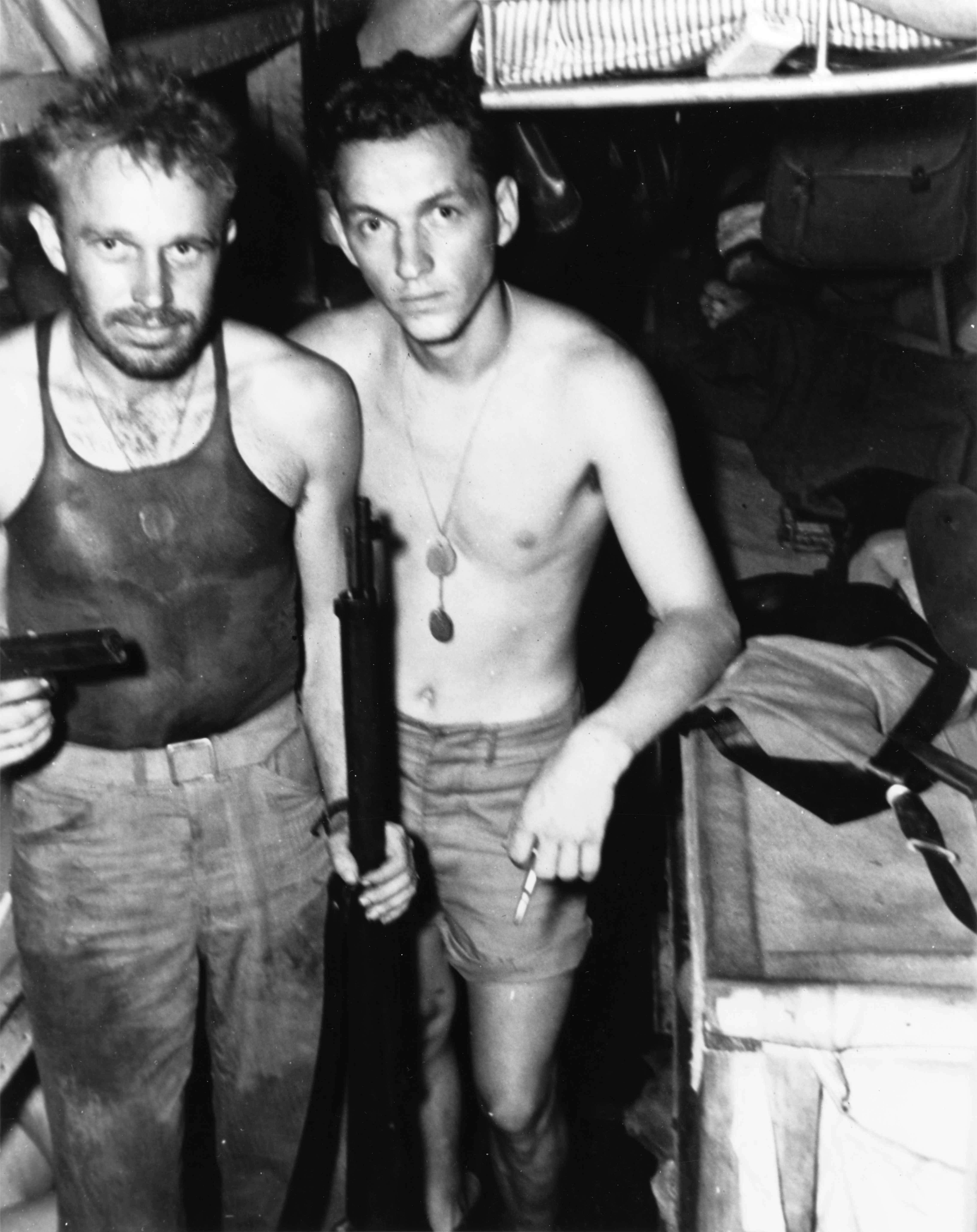
Dos marines a bordo del Nautilus exhiben armamento japonés capturado en la isla Makin.

El 8 de agosto de 1942 se hizo a la mar en su segunda patrulla de guerra acompañado por el USS Argonaut (SS-166). Después de ser escoltado fuera de las aguas costeras por el cazasubmarinos numeral PC-476.
Tanto el Nautilus como el Argonaut formaron parte de una operación de distracción y arrumbaron para desembarcar 86 marines de operaciones especiales del Segundo Batallón de Incursiones, comandado por el teniente coronel Evans F. Carlson en la isla Makin Butaritari, un pequeño islote del atolón Makin. Dicho desembarco se efectuó el 17 de agosto.
El Nautilus apoyó las operaciones hundiendo al cañón un par de transportes japoneses y este a su vez tuvo que evadir ataque aéreos hasta la extracción de los marines desde un punto convenido, la operación fue considerada un éxito salvo la pérdida de 9 de ellos que quedaron aislados y rodeados los cuales fueron capturados y ejecutados por los japoneses en Kwajalein.

## Tercera patrulla

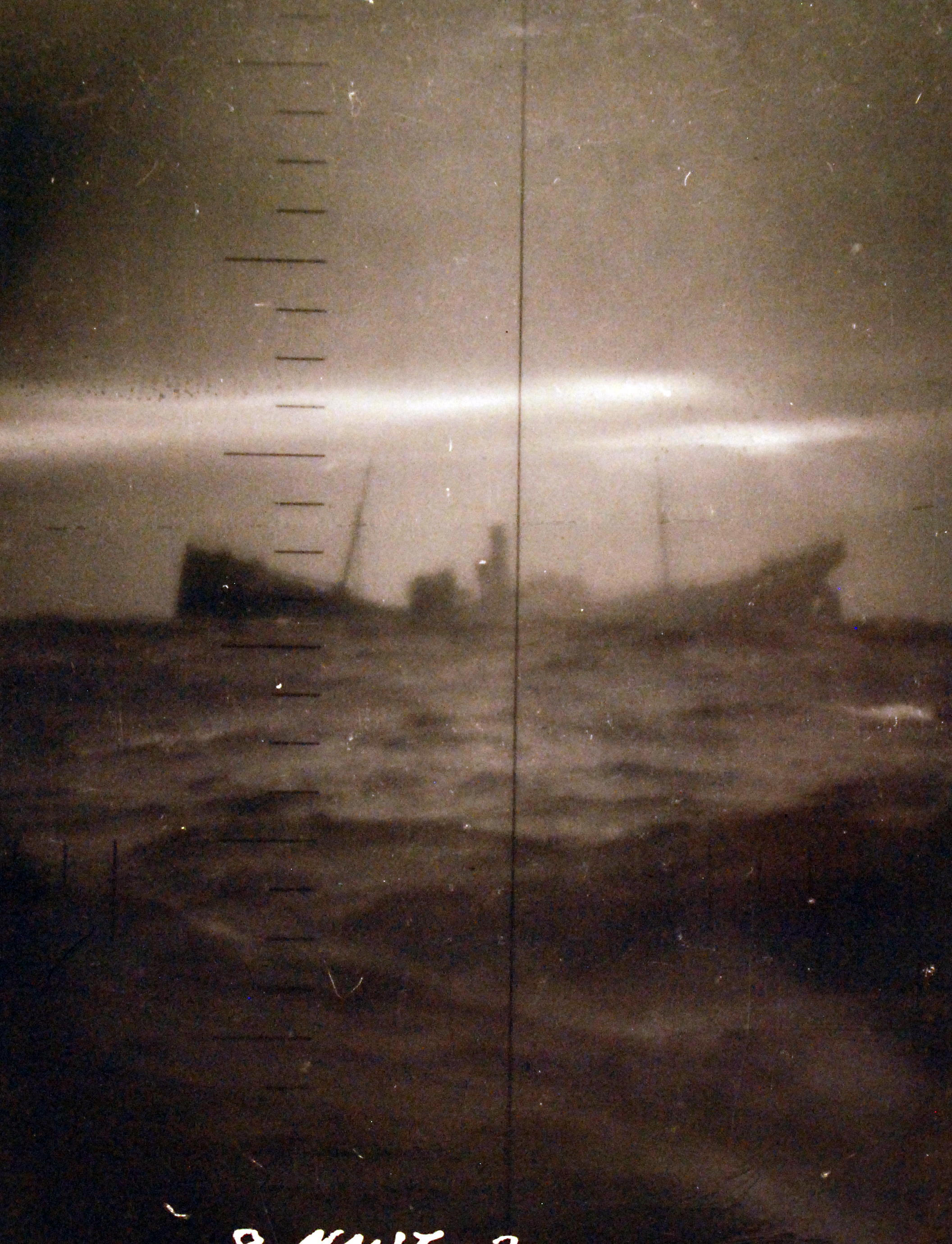
Un transporte japonés, probablemente el Kenun Maru, hundido por el USS Nautilus por ataque con torpedos. (24-10-1942)

El 26 de agosto asumió el mando, el Comandante William Davis Irvin, Jr.
Su tercera patrulla comenzó el 10 de septiembre de 1942, su misión era apostarse en "manada" junto a otros submarinos y barrer el sector de las islas Nansei-Shotō, llegando el día 23 a las Islas Ryūkyū.  El día 24 estando en superficie y con mar gruesa atacó a un patrullero enemigo hundiéndolo al cañón. El día 26 atacó y destruyó en superficie varios sampanes indistintamente estuvieran armados o no. 
El 27 de septiembre, estando en superficie detectó un convoy japonés en línea y lo atacó con malos resultados, ya que los torpedos o bien fallaron o se perdieron. Un buque de escolta tendió una cortina de humo, el Nautilus intentó un segundo ataque pero sus tubos se atascaron y solo uno de los cuatro tubos pudo lanzar un torpedo que logró dar con un buque y hundirlo.  La escolta lo atacó con una serie de 34 cargas y el Nautilus pudo esquivar el ataque.

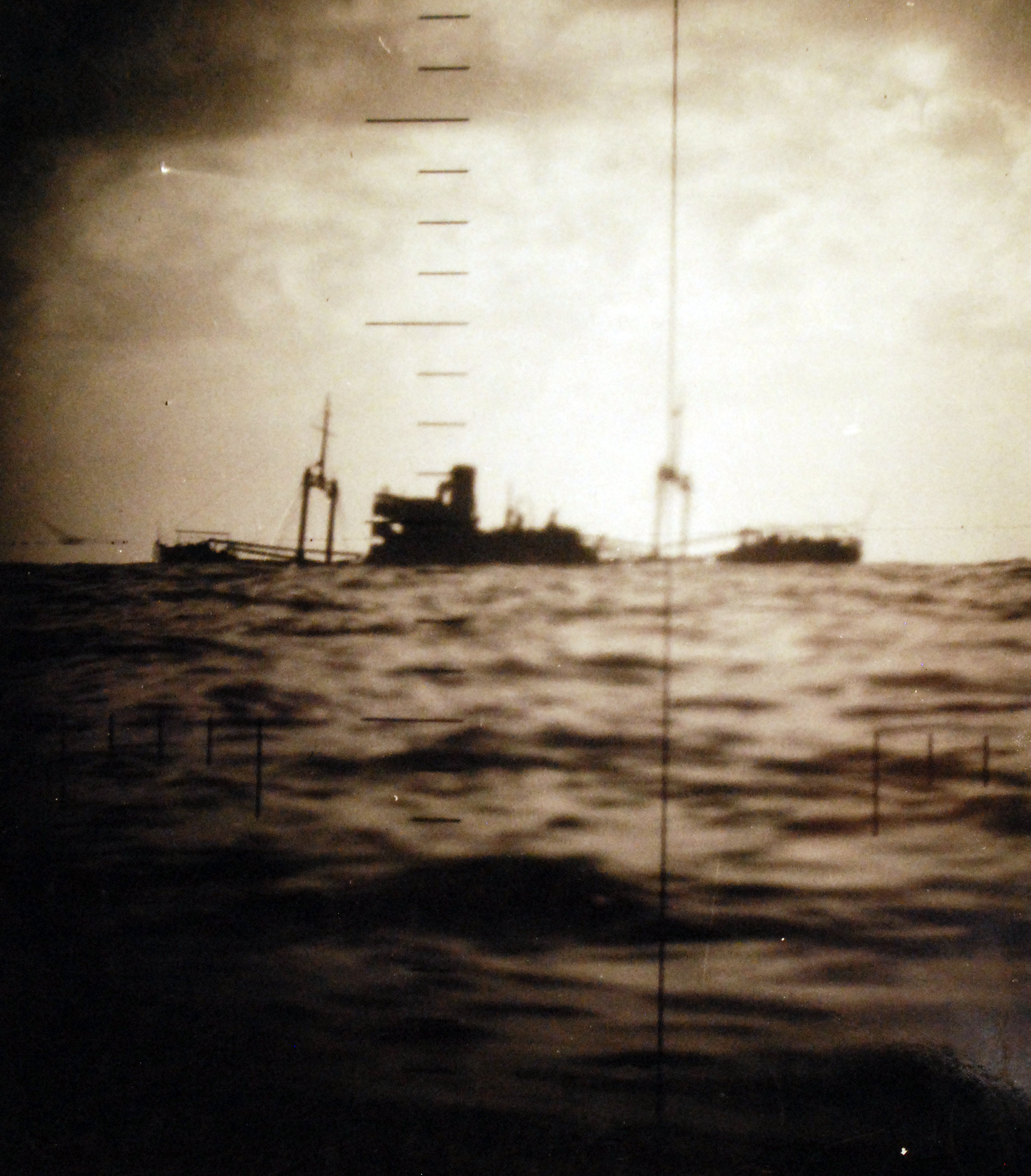
El Tosei Maru señalado como blanco en elperiscopio de ataque del Nautilus. (1-10-1942)

El 1 de octubre operando cerca de  Cabo Erimo y bajo marejada gruesa atacó con dos torpedos a un gran carguero hundiéndolo.
El 15 de octubre y bajo condiciones de una fuerte tormenta fue atacado por un destructor japonés que lo sometió a una implacable caza, muchas cargas cayeron cerca dañando válvulas y rompiendo ductos de aceite, los daños fueron considerados graves y se retiró del área.
El 24 de octubre, aun en malas condiciones, atacó al barco japonés (señalado como Kenun Maru) logrando hundirlo cerca de Honshu. El 31 de octubre llegó al atolón de Midway para reparaciones de emergencia antes de zarpar a Pearl Harbor.  En el camino fue atacado por un submarino desconocido que le envió un torpedo fallando por poco de dar en su casco.  El 1 de noviembre después de 31 días en la mar finalizó su tercera patrulla en Pearl Harbor.

## Cuarta patrulla

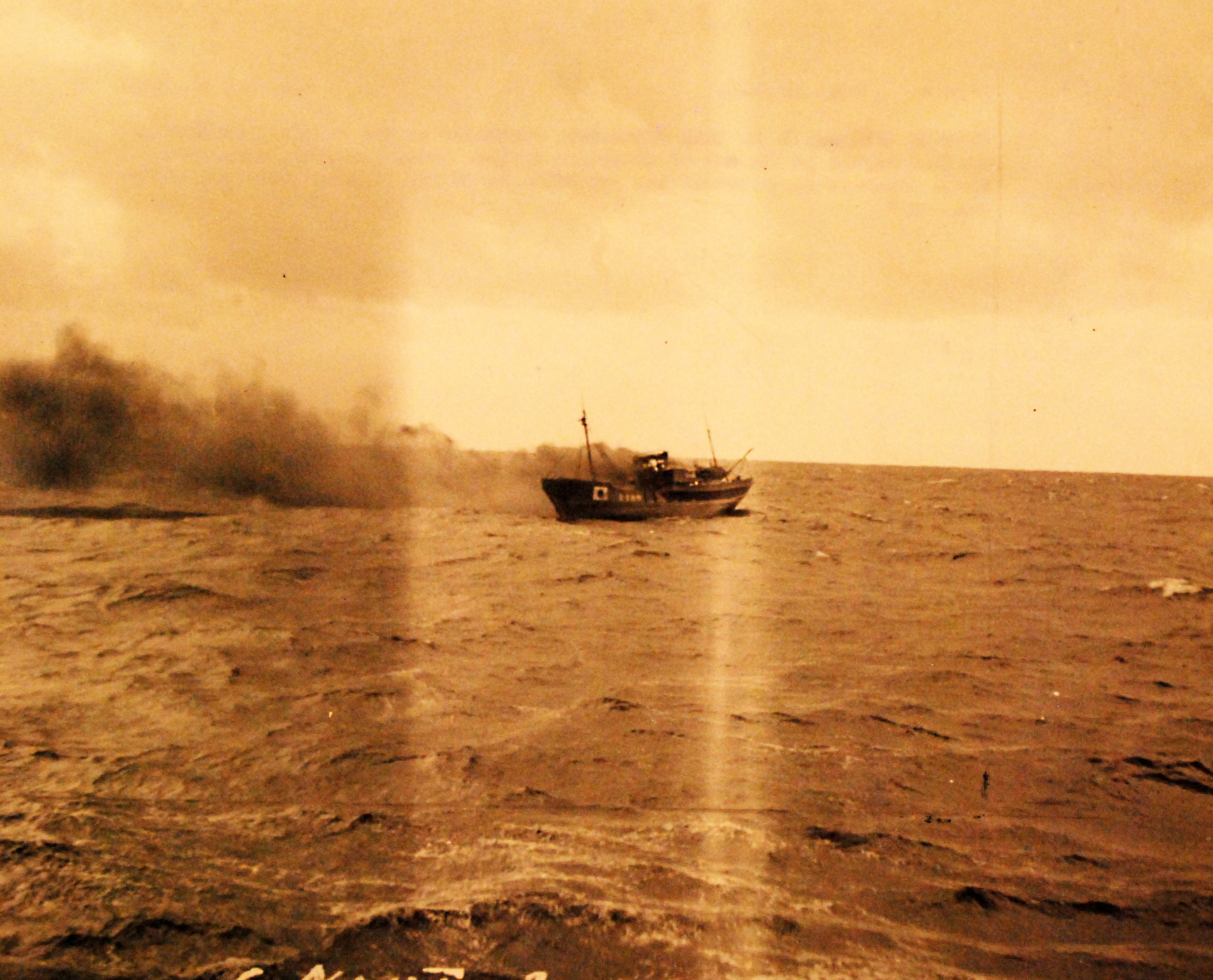
Un carguero japonés cañoneado en superficie por el USS Nautilus (circa. 1942)

Durante su cuarta patrulla, del 13 de diciembre de 1942 al 4 de febrero de 1943, fue realizada en las Islas Salomón, el  Nautilus rescató a 26 adultos y tres niños de un naufragio en la noche del 2 de enero, luego, esa misma madrugada atacó al carguero Yosinogawa Maru (se hundiría más tarde) y dañó un petrolero , otro carguero y un destructor de escolta.
El 4 de febrero de 1943 llegó a Brisbane , desembarcó a sus pasajeros y zarpó hacia Pearl Harbor.  

## Quinta patrulla
El 27 de abril de 1943, llegó a Dutch Harbor, Alaska, llevando a bordo al Batallón de Exploradores Provisional de la 7.ª División de Infantería en desembarcos anfibios. Luego embarcó a 109 militares (incluidos los exploradores nativos de Alaska de la Guardia Territorial de Alaska) y el 1 de mayo se dirigió a Attu . Allí, el 11 de mayo, desembarcó al contingente para operación de recuperación de las Aleutianas. Volvió a Brisbane y de hí regresó a Pearl Harbor y de ahí fue enviado a Mare Island. 
El 26 de agosto, asume el mando, el comandante William Davis Irvin, Jr.

## Sexta patrulla
Zarpó de Pearl Harbor el 16 de septiembre de 1943, con la misión de hacer un reconocimiento fotográfico de las islas Gilbert, Tarawa, Kuma, Butaritari, Abemama y Makin fuertemente ocupadas por los japoneses. Volvió a Pearl Harbor, el 17 de octubre de 1943.

## Séptima patrulla
El 18 de noviembre de 1943, con un contingente a bordo de 78 marines de la 5.ª Compañía de Reconocimiento Anfibio llegó nuevamente a Tarawa con la misión de recabar inteligencia acerca de puntos de desembarco, clima, oleaje y posibilidad de aterrizajes.  Al emerger en la oscuridad, el 19 de noviembre, fue objeto de fuego amigo del destructor  USS Ringgold quien lo confundió con un submarino japonés y le acertó un cañonazo en la torre-isla, a pesar de los daños, pudo sumergirse, reparar ductos en fuga y volver a estar operativo desembarcando su contingente en Abemana.  El 22 de noviembre, el Nautilus proporcionó apoyo de fuego para ablandar a la pequeña guarnición enemiga (25 hombres) haciéndola salir de sus búnkeres. El fuego fue muy preciso y eliminó 14 soldados enemigos; el resto se suicidó. Cuando llegó la fuerza de asalto principal el 26 de noviembre, Abemama había sido asegurada y habían comenzado los preparativos para convertirla en una base aérea para la campaña de las Islas Marshall .

## Octava patrulla
El 27 de enero de 1944, El Nautilus zarpó con la misión de cubrir el área de al norte de Palaos y al oeste de las Islas Marianas, no hubo blancos hasta que el 6 de marzo, al noroeste de la isla Saipán señaló un convoy enemigo, el Nautilus disparó sus 6 torpedos en abanico alcanzando al vetusto buque de transporte militar América Maru (ex-buque hospital de 6070 t) que se hundió en tan solo 2 minutos muriendo 599 soldados, dañó probablemente al Manju Maru, pero fue atacado por el destructor de escolta Ōtori con 21 cargas de profundidad sin resultado.  El Nautilus repostó en Brisbane y luego zarpó a las Filipinas  para entregar logística a la resistencia. El 18 de abril de 1944 asume el mando el comandante George Arthur Sharp.

## Patrullas 9 a la 14, mayo de 1944 - enero de 1945
En su novena patrulla, del 29 de mayo al 11 de junio de 1944, llevó municiones, aceite y provisiones no perecibles a las guerrillas filipinas en Mindanao . 
Entre el 12 y el 27 de junio, transportó un cargamento similar a la isla de Negros y embarcó civiles evacuados, incluido un prisionero de guerra alemán, para Darwin, Australia.
Durante su undécima patrulla, del 30 de junio al 27 de julio, desembarcó un grupo de reconocimiento y 12 toneladas de provisiones en la isla de Pandan del Norte, y más suministro en Leyte y  Mindanao. 
En la patrulla n° 12,  el 25 de septiembre de 1944,  tuvo un accidente al encallar sorpresivamente en superficie con los escollos de Luisan Shoal al sureste de la Isla de Cebú, sin posibilidad de avanzar y vulnerable a un ataque aéreo  o de superficie,  tuvo que aligerar su carga, sus evacuados, correo, documentos capturados y carga fueron enviados a tierra. 
Todos los materiales secretos fueron quemados. Sus tanques de combustible de reserva se secaron, el lastre variable se emitió por la borda y se desecharon municiones de seis pulgadas (152 mm). Con el soplido de sus principales tanques de lastre, finalmente pudo salir del arrecife en tres horas y media, a pesar de que la marea retrocedía, y salir del área al amanecer.
Paradójicamente, en su 13.ª patrulla, el 13 de octubre de 1944 tuvo que ir en auxilio del  USS Darter , que había encallado a firme en un arrecife y no pudo ser desencallado. Se tomó la decisión de rematarlo.  Numerosos intentos de torpedear los restos del naufragio fracasaron cuando los torpedos detonaron en el arrecife y no en el submarino. Los cañones de seis pulgadas (152 mm) de Nautilus, sin embargo, anotaron 55 impactos, y su informe dice: "Es dudoso que cualquier equipo o parte en Darter  tenga algún valor útil para Japón, excepto como chatarra. 
En su última patrulla n° 4, al mando del comandante Michael William, regresó al centro de Filipinas, desembarcó personal y suministros en varios puntos de Mindanao y Luzón, y llevó evacuados a Darwin, Australia finalizando el 30 de enero de 1945. Seguidamente inició su viaje final en su condición de des-comisionado a Filadelfia, Pensilvania donde llegó en mayo de 1945 donde fue vendido para desguace a la North American Smelting Company, el 16 de noviembre de 1945.